# Fusillade de Cleveland
La fusillade de Cleveland est une tuerie de masse  qui a eu lieu le 28 avril 2023 au nord-ouest de Cleveland dans le comté de San Jacinto, au Texas, entraînant la mort de cinq personnes, dont un garçon de neuf ans. L'auteur présumé était un voisin, qui a été capturé le 2 mai après une chasse à l'homme de quatre jours.

## Fusillade
Les faits se déroulent le 28 avril 2023 vers 23 h 31 heure locale, à la suite d'un appel passé au bureau du shérif du comté de San Jacinto dans l'est du Texas concernant un cas de harcèlement. Au moins 10 personnes étaient présentes sur le lieu de la fusillade, qui est situé à 9.6 kilomètres au nord-ouest de la ville de Cleveland, à 72 kilomètres de Houston,,.
Selon les rapports de police, un voisin, dont le bébé essayait de dormir, a demandé au suspect d'arrêter de tirer avec son fusil AR-15 dans son jardin. Le suspect aurait refusé, déclarant qu'il s'agissait de son jardin. Le voisin a alors averti le suspect qu'il appellerait la police. Le suspect a ensuite récupéré le fusil chez lui, est entré dans la résidence du voisin et a commencé à tirer. Quatre des victimes sont décédées sur place, tandis que le garçon de neuf ans a été transporté à l'hôpital par une ambulance des pompiers, où son décès a été constaté. Trois autres mineurs ont été retrouvés couverts de sang mais n'ont pas été blessés et ont été transportés à l'hôpital,.

## Chasse à l'homme
Après la fusillade, une chasse à l'homme est lancée pour capturer le suspect, identifié comme étant Francisco Oropeza, un homme âgé de 38 ans. Les autorités ont découvert une carte du consulat mexicain et des images d'une caméra de surveillance incorporée à une sonnette de porte pour l'identifier. Le bureau local de Houston du FBI participe aux recherches et un juge a émis un mandat d'arrêt contre Oropeza avec une caution de 5 millions de dollars. La police a cru qu'il avait fui les lieux à pied ou à vélo. Initialement, le rayon de recherche est limité à 3.2 kilomètres mais, a ensuite été étendu à au moins 16 kilomètres de distance. Pour aider à l'arrestation du suspect, une récompense de 80 000 dollars a été offerte,, qui a augmenté à 100 000 dollars avant l'arrestation du suspect.
Au départ, un communiqué du FBI contenait des informations erronées, notamment une orthographe différente du nom d'Oropeza et la photo d'une personne sans lien de parenté. Le communiqué a ensuite été mis à jour avec les informations correctes. Oropeza est un ressortissant mexicain qui est né et a grandi au Mexique. Selon ABC News, il a été expulsé des États-Unis vers le Mexique à quatre reprises entre mars 2009 et juillet 2016. Auparavant, il vivait dans le comté de Montgomery. Depuis 2020, Oropeza vivait à Cleveland, où il avait l'habitude de tirer dans son jardin. Il avait également fait l'objet de plusieurs arrestations, principalement pour conduite en état d'ivresse, selon les dossiers du ministère de la sécurité publique du Texas.
Le 1er mai, le suspect est brièvement repéré à pied près de l'autoroute 105 provoquant la fermeture des écoles de la région. Le 2 mai, Oropeza est retrouvé à Cut and Shoot, à environ 10 kilomètres à l'est de Conroe et à presque 30 kilomètres du lieu de la fusillade. Les autorités l'ont trouvé caché dans un placard sous le linge d'une personne dans une maison associée à l'un des membres de sa famille. Elles ont reçu une information par le biais de la ligne d'information du FBI à 17 h 15 heure locale, et il a été appréhendé à 18 h 30. Les U.S. Marshals, le département de la sécurité publique du Texas et l'Unité tactique de patrouille frontalière (BORTAC) l'ont appréhendé.
Peu de temps après l'arrestation d'Oropeza, son épouse, Divimara Lamar Nava, âgée de 53 ans, est placée, sans heurt, en garde à vue dans le cadre de la fusillade sur les lieux de l'arrestation. La police pense qu'elle lui a fourni de la nourriture et des vêtements pendant la chasse à l'homme, et aurait préparé une évasion au Mexique avec lui,.

## Victimes
Les cinq personnes mortes étaient toutes des citoyens honduriens et ont été identifiées comme étant Sonia Argentina Guzmán (25 ans), Diana Velázquez Alvarado (21 ans), Julisa Molina Rivera (31 ans), José Jonathan Casárez (18 ans) et Daniel Enrique Laso-Guzmán (9 ans).
Le gouverneur du Texas, Greg Abbott, a été critiqué pour avoir qualifié les victimes d '« immigrants illégaux », ce qui est largement perçu comme insensible puisque les autorités n'avaient pas officiellement divulgué leur statut d'immigration. Le mari de l'une des victimes a déclaré que sa femme était une résidente permanente des États-Unis.